# Ahmedabad
Ahmedabad (Gujarati: અમદાવાદ [ˈəmdɑːʋɑːd] , Amdāvād; von persisch احمدآباد, „Stadt des Ahmed“; alter indischer Name: Karnavati) ist mit 5,6 Millionen Einwohnern (Volkszählung 2011) die fünftgrößte Stadt Indiens und das wirtschaftliche Zentrum in Gujarat.

## Geografie
Ahmedabad liegt im Westen Indiens am Fluss Sabarmati etwa 50 Kilometer von dessen Mündung in den Golf von Khambhat, einem Teil der Arabischen See. Das Klima in Ahmedabad ist heiß und trocken in den Monaten Februar bis Mai, in der Monsunzeit von Juni bis August fällt ein Großteil der jährlichen Niederschlagsmenge. Die Monate November bis Januar sind kühler mit Tagestemperaturen von unter 30 °C und Nachttemperaturen von ungefähr 10 °C.
Aufgrund der geographischen Lage ist Ahmedabad durch vier verschiedene Naturkatastrophen bedroht: Erdbeben, Zyklone, Überschwemmungen und Dürren. Überflutungen kommen regelmäßig im Zusammenhang mit dem Monsunregen sowie mit den Stürmen. Bleibt der Monsun über mehrere Jahre aus oder ist er sehr schwach, so kommt es zu Dürren. Am 26. Januar 2001 erschütterte ein Erdbeben mit der Magnitude 6,9 den Staat Gujarat, wobei nach offiziellen Angaben 17.122 Todesopfer zu beklagen waren. Inoffizielle Schätzungen gehen von weit über 100.000 Opfern aus. In Ahmedabad wurden 12 Hochhäuser sowie etwa 300 weitere Gebäude zerstört und eine große Zahl von Gebäuden beschädigt.

### Klimatabelle
|                       | Jan  | Feb  | Mär  | Apr  | Mai  | Jun   | Jul   | Aug   | Sep   | Okt  | Nov  | Dez  |   |       |
| Mittl. Tagesmax. (°C) | 28,7 | 31,1 | 35,9 | 39,5 | 41,4 | 38,5  | 33,5  | 32,0  | 33,5  | 35,9 | 33,2 | 29,9 | ⌀ | 34,4  |
| Mittl. Tagesmin. (°C) | 13,1 | 14,8 | 19,4 | 23,6 | 26,4 | 27,2  | 25,8  | 24,9  | 24,4  | 21,9 | 17,5 | 14,1 | ⌀ | 21,1  |
|                       |      |      |      |      |      |       |       |       |       |      |      |      |   |       |
| Niederschlag (mm)     | 2,0  | 1,2  | 1,1  | 1,9  | 9,1  | 100,2 | 306,8 | 219,9 | 125,7 | 13,0 | 5,8  | 1,6  | Σ | 788,3 |
|                       |      |      |      |      |      |       |       |       |       |      |      |      |   |       |
| Sonnenstunden (h/d)   | 9,3  | 9,7  | 9,0  | 9,9  | 10,6 | 7,9   | 4,2   | 3,6   | 7,4   | 9,4  | 9,1  | 9,3  | ⌀ | 8,3   |
|                       |      |      |      |      |      |       |       |       |       |      |      |      |   |       |
| Regentage (d)         | 0,4  | 0,3  | 0,3  | 0,3  | 0,8  | 6,1   | 15,8  | 16,9  | 7,5   | 1,1  | 0,9  | 0,3  | Σ | 50,7  |
|                       |      |      |      |      |      |       |       |       |       |      |      |      |   |       |
| Luftfeuchtigkeit (%)  | 49   | 43   | 37   | 41   | 47   | 62    | 77    | 81    | 71    | 53   | 48   | 50   | ⌀ | 55    |

| 13,1 |

| 14,8 |

| 19,4 |

| 23,6 |

| 26,4 |

| 27,2 |

| 25,8 |

| 24,9 |

| 24,4 |

| 21,9 |

| 17,5 |

| 14,1 |

| 13,1 |

| 14,8 |

| 19,4 |

| 23,6 |

| 26,4 |

| 27,2 |

| 25,8 |

| 24,9 |

| 24,4 |

| 21,9 |

| 17,5 |

| 14,1 |

## Geschichte
Die Geschichte Ahmedabads beginnt im 11. Jahrhundert mit König Karnadeva I., einem Solanki-Herrscher. Er besiegte einen lokalen König der Bhil in Ashaval und gründete dort  die Stadt Karnavati. Ende des 13. Jahrhunderts unterwarf das Sultanat von Delhi Gujarat, und Anfang des 15. Jahrhunderts kam es unter die Herrschaft von Ahmad Schah I., der Ahmedabad („gegründet von Ahmed“) am Ufer des Sabarmati nahe Karnavati erbauen ließ (1411). Als Hauptstadt Gujarats wuchs die Stadt schnell an und Ende des 15. Jahrhunderts wurde eine 10 km lange Stadtmauer mit zwölf Toren um sie errichtet. Zur Mogulzeit florierte der Handel mit Textilien, die bis nach Europa exportiert wurden. 1758 eroberten die Marathen von Ragunath Rao und Damaji Gaikwad die Stadt und besiegelten so das Ende der Moguln-Herrschaft über Ahmedabad. Eine Hungersnot und die gemeinsame Herrschaft der Peshwas und Gaikwad führten fast zum Untergang der Stadt. 1818 wurde sie von der British East India Company übernommen. Mitte des 19. Jahrhunderts wurden eine Stadtverwaltung und eine Eisenbahnverbindung nach Bombay eingerichtet.
1915 ließ sich Mahatma Gandhi nach seiner Rückkehr aus Südafrika in Ahmedabad nieder und gründete den Harijan-Aschram am Ufer des Sabarmati. Von hier begann er 1930 seinen friedlichen Salzmarsch gegen die Britische Kolonialmacht von seinem Aschram bis hinunter zum Küstendorf Dandi, um gegen die Einführung einer Salzsteuer zu protestieren. Er schwor vor dem Marsch, nicht zum Aschram zurückzukehren, bevor Indien seine Unabhängigkeit erreicht habe – er kehrte nicht zurück. Ahmedabad wurde nach der schließlich erreichten Unabhängigkeit Indiens 1947 und der Bildung des Bundesstaats Gujarat im Jahr 1960 die Hauptstadt dieses Bundesstaats. Durch eine Regierungsreform im Jahre 1970 wurde die Bundesstaatsregierung in die 30 Kilometer nördlich gelegene Satellitenstadt Gandhinagar ausgelagert und Ahmedabad wurde zur Bezirkshauptstadt heruntergestuft. Der High Court of Gujarat, das oberste Gericht von Gujarat, behielt jedoch weiter seinen Sitz in Ahmedabad.

## Bevölkerung

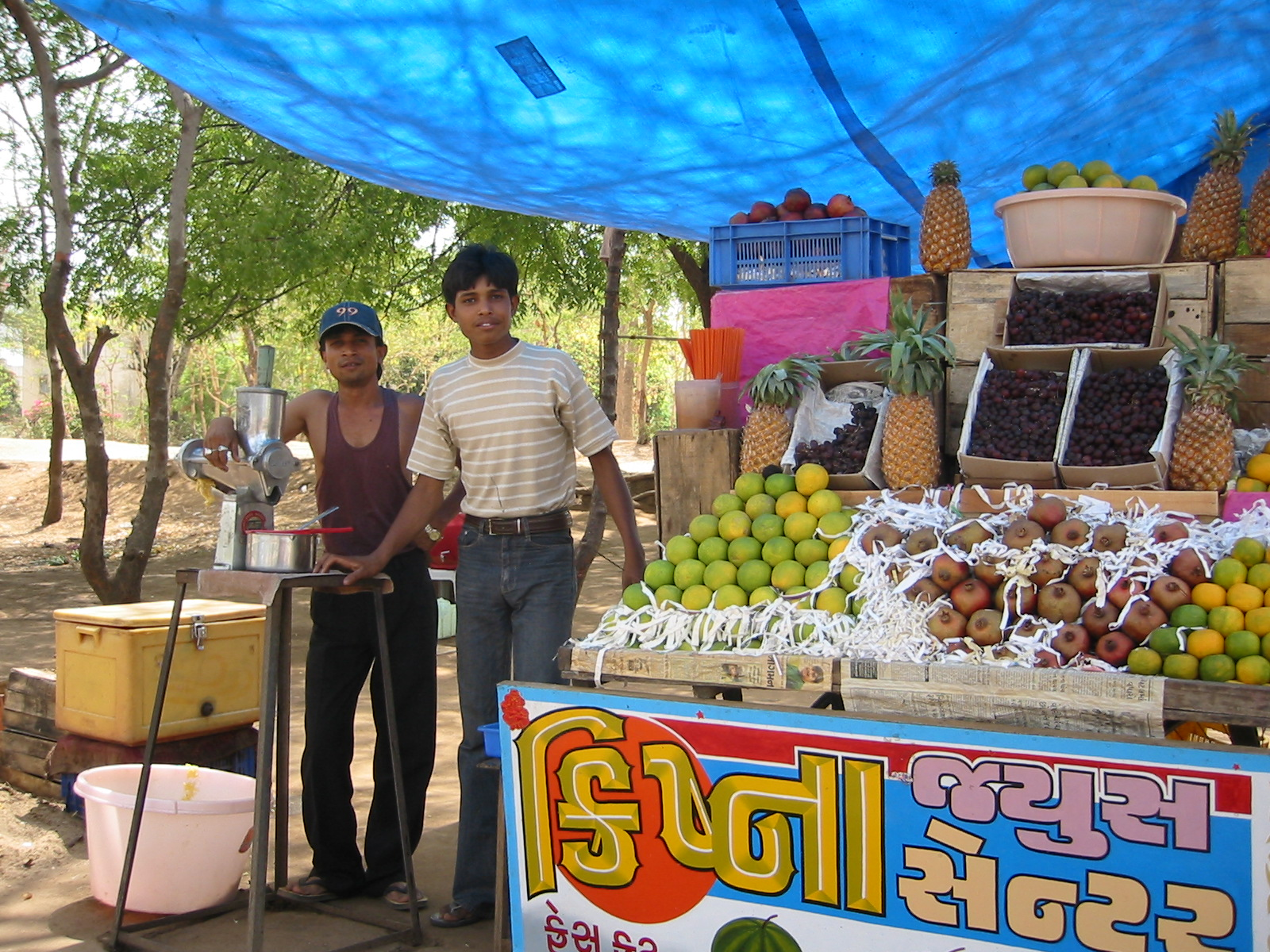
Verkäufer von frischgepresstem Obstsaft in Ahmedabad

Nach der Volkszählung 2011 hat Ahmedabad 5.570.585 Einwohner. Damit ist es nach Mumbai, Delhi, Bengaluru und Hyderabad die fünftgrößte Stadt Indiens. Die Bevölkerungsdichte beträgt 11.954 Einwohner pro Quadratkilometer (zum Vergleich: Mumbai ca. 20.700 Ew./km², Berlin ca. 3.900 Ew./km²). In der Agglomeration Ahmedabad, die über die administrativen Stadtgrenzen hinausreicht, leben 6.352.254 Menschen. Damit ist Ahmedabad nach Mumbai, Delhi, Kolkata, Chennai, Bengaluru und Hyderabad der siebtgrößte Ballungsraum Indiens.
Durch Landflucht und Urbanisierung erlebt Ahmedabad ein rasantes Bevölkerungswachstum. Zwischen 2001 und 2011 wuchs die Einwohnerzahl um über 50 Prozent von 3,6 auf 5,6 Millionen. Dies ist auch der Stadterweiterung von 2006 bis 2008 geschuldet, bei der sich die Fläche des Stadtgebiets von 190 Quadratkilometern auf 464 Quadratkilometer vergrößerte. Aber auch die gesamte Agglomeration Ahmedabad erlebte im selben Zeitraum ein beträchtliches Bevölkerungswachstum von 4,5 Millionen auf 6,4 Millionen (plus 41 Prozent). Für 2050 wird mit einer Bevölkerung von über 12,4 Millionen Menschen in der Agglomeration gerechnet.

### Religionen

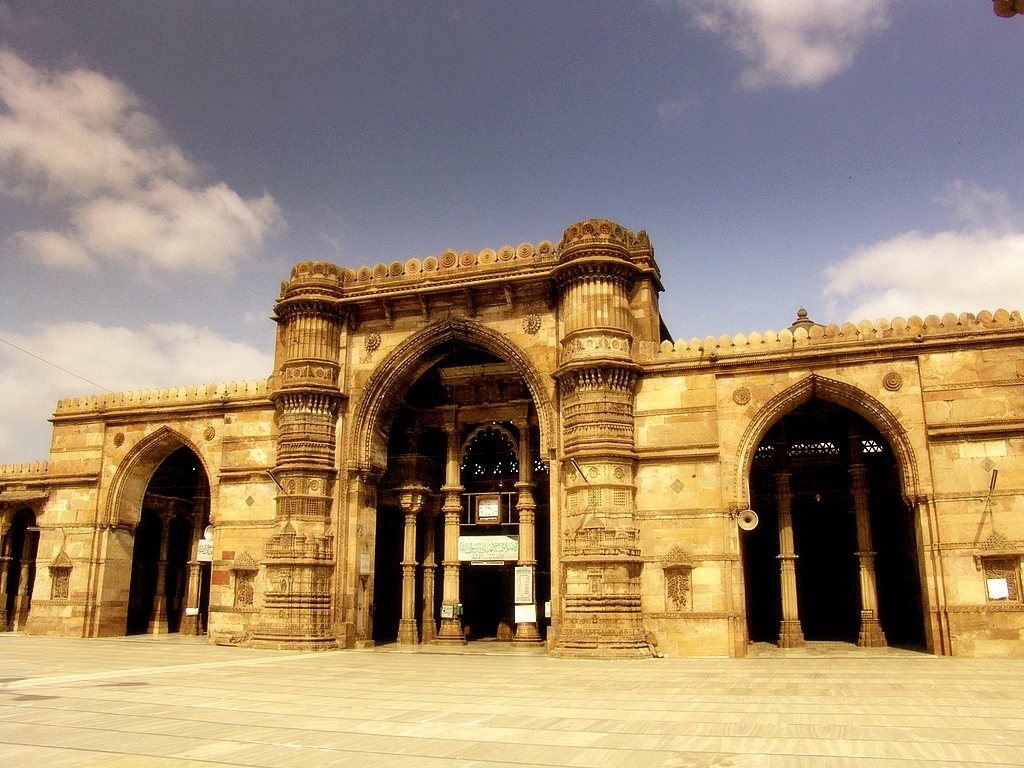
Die Freitagsmoschee Jama Masjid

Nach der Volkszählung 2011 sind 82 Prozent der Einwohner Ahmedabads Hindus und 14 Prozent Muslime. Das Verhältnis der Religionsgruppen ist angespannt und hat sich in der Vergangenheit immer wieder in schweren Unruhen entladen, zuletzt im Jahr 2002. Knapp vier Prozent der Bevölkerung Ahmedabads sind Jainas, weniger als ein Prozent sind Christen. Ahmedabad ist der Sitz des römisch-katholischen Bistums Ahmedabad, des Bistums Gujarat der anglikanischen Church of North India und des Bistums Ahmedabad der Malankara Orthodox-Syrischen Kirche.

## Verkehr

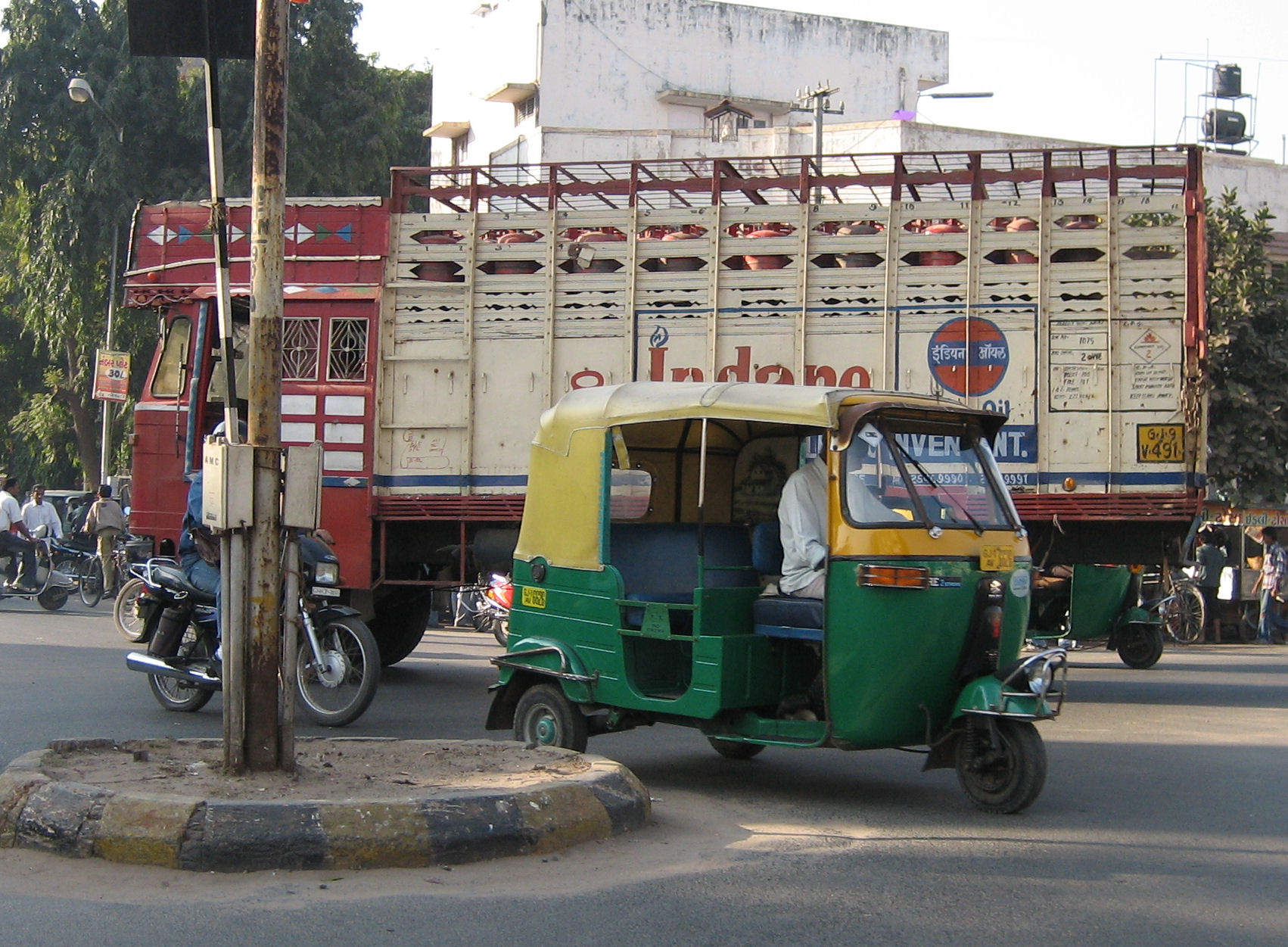
Autorikscha im Straßenverkehr

Dominiert wird der Straßenverkehr in Ahmedabad von der großen Zahl an Zweirädern, hauptsächlich Motorroller und kleine Motorräder mit weniger als 125 cm³ Hubraum. Ahmedabad ist die Stadt mit der höchsten Dichte an Zweirädern in Südasien. Der örtliche Personen- und Frachtverkehr wird dominiert von Autorikschas und Dreirad-Kleintransportern, die bislang mit Diesel oder Benzin-Zweitaktmotor ausgerüstet waren. Aufgrund der hohen Umweltbelastung beschloss die Regierung 2001 ein Gesetz zur verpflichtenden Umrüstung der Autorikschas auf Antriebe mit Autogas, das innerhalb einiger Jahre umgesetzt wurde. Das Automobil setzt sich langsam im Individualverkehr durch – die Verkehrsdichte ist hoch und steigt wöchentlich. Obwohl Staus auch auf den Hauptverkehrsadern noch selten sind, droht dem Verkehrssystem mit einer weiteren Zunahme des Individualverkehrs der Kollaps.

### Öffentlicher Personenverkehr

#### Flughafen
Der internationale Flughafen Sardar Vallabhbhai Patel, 15 km vom Stadtzentrum entfernt, bietet Inlands- und internationale Flüge nach Ahmedabad und in die angrenzende Landeshauptstadt Gandhinagar. Er ist der verkehrsreichste Flughafen in Gujarat und gemessen am Passagieraufkommen der siebtgrößte in Indien. Der Flughafen Ahmedabad wurde zuvor von der Airports Authority of India verwaltet. Ab November 2020 wurde der Flughafen für den Betrieb und die Wartung an die in der Stadt ansässige Adani Group verpachtet. Der Dholera International Airport soll derzeit in der Nähe von Federa gebaut werden. Mit einer Gesamtfläche von 7.500 Hektar wird es der größte Flughafen Indiens sein. Tägliche Verbindungen gibt es nach Delhi und Mumbai, weitere Verbindungen in andere wichtige Städte Indiens, sowie in den süd(ost)asiatischen Raum wie z. B. nach Dubai (mit Emirates) und Doha (Qatar Airways).

#### Eisenbahn
Ahmedabad ist einer von sechs Betriebsbezirken in der Western Railway-Zone. Viele Linien haben ihren Ursprung in der Stadt und verbinden eine Vielzahl von Orten in Gujarat und Indien. Es gibt sechs Hauptbahnhöfe, die Verbindungen zu verschiedenen Städten bieten, diese sind Kalupur Station, Sabarmati Junction, Maninagar, Gandhigram, Asarva und Chandlodiya.

#### Metro
Der Bau der Ahmedabad Metro begann im März 2015. Die erste Phase der U-Bahn in Ahmedabad ist 40 km lang; 6,5 km sind unterirdisch und die restliche Strecke ist erhöht. Premierminister Narendra Modi weihte am 4. März 2019 den ersten Abschnitt zwischen Vastral Gam und Apparel Park ein und dieser wurde am 6. März 2019 der Öffentlichkeit zugänglich gemacht. Der Rest der Phase 1 wurde am 30. September 2022 eingeweiht. Der Bau der Phase 2 wurde 2021 begonnen und soll Ahmedabad und Gandhinagar verbinden. Stand Oktober 2023 wurden bis jetzt bereits 2 Metrolinien Abschnittweise geöffnet. Die blaue Linie verkehrt im Ost-West Korridor, während die rote Linie im Nord-Süd Korridor verkehrt. Die Nutzung der Metro ist bisher niedrig, viele nutzen sie im Moment noch für eine Spritztour aus Neugier.

#### Straßenverkehr
Der National Highway 48 führt durch Ahmedabad und verbindet es mit Neu-Delhi und Mumbai. Der National Highway 147 verbindet Ahmedabad auch mit Gandhinagar. Ahmedabad ist über den National Expressway 1 mit Vadodara verbunden, eine 94 km lange Schnellstraße mit zwei Ausfahrten. Diese Schnellstraße ist Teil des Golden Quadrilateral-Projekts.
Im Jahr 2001 wurde Ahmedabad vom Central Pollution Control Board als die am stärksten verschmutzte Stadt Indiens von 85 Städten eingestuft. Das Gujarat Pollution Control Board gab Autorikschafahrern einen Anreiz von 10.000 ₹, den Treibstoff aller 37.733 Autorikschas in Ahmedabad auf sauberer verbrennendes komprimiertes Erdgas umzustellen, um die Umweltverschmutzung zu reduzieren. Infolgedessen wurde Ahmedabad im Jahr 2008 auf Platz 50 der am stärksten verschmutzten Städte Indiens eingestuft. Insgesamt gibt es in der Stadt mehr als 100.000 registrierte Autorikschas (2015).

#### Bus
Ahmedabad verfügt über ein dichtes lokales Bussystem. Ahmedabad BRTS ist ein Bus-Schnellverkehrssystem in der Stadt. Es wird von Ahmedabad Janmarg Limited betrieben, einer Tochtergesellschaft der Ahmedabad Municipal Corporation. Das im Oktober 2009 eingeweihte Streckennetz wurde bis Dezember 2015 auf 89 Kilometer erweitert, mit einer täglichen Fahrgastzahl von 132.000 Passagieren. Der Ahmedabad Municipal Transport Service (AMTS), der von der Ahmedabad Municipal Corporation betrieben wird, betreibt den öffentlichen Busverkehr in der Stadt. Mehr als 750 AMTS-Busse bedienen die Stadt. Ahmedabad BRTS betreibt neben CNG- und Dieselbussen auch 50 Elektrobusse. Der Ahmedabad Municipal Transport Service ist ein öffentlicher Busdienst, der am 1. April 1947 ins Leben gerufen wurde und ausschließlich von der Ahmedabad Municipal Corporation betrieben wird. Seit 2018 verfügt es über eine Flotte von mehr als 900 Bussen, die fast jeden Teil der Stadt abdecken.

#### Fahrrad
2013 startete MYBYK in Ahmedabad einen Fahrradverleih- und Sharing-Service. Das Projekt begann mit 200 Fahrrädern und zielte darauf ab, Fahrräder für den Pendelverkehr von einer BRTS-Station zur anderen bereitzustellen. Im Jahr 2021 verfügte es über 150 Fahrradknotenpunkte mit einer Flotte von 6.000 Fahrrädern, was Ahmedabad zu Indiens größter öffentlicher Fahrradverleihstadt machte.

## Infrastruktur
Ahmedabad verfügt im Stadtgebiet über ein gut ausgebautes Straßennetz. Aufgrund des mangelhaften Abwassersystems können in der Monsunzeit selbst wichtige Verkehrsknoten bis zu einem Meter tief unter Wasser stehen.
Das Energiesystem ist aufgrund eines Kraftwerkes im Stadtgebiet relativ stabil. Stromausfälle passieren gelegentlich und können dann mehrere Stunden andauern.
Die Wasserversorgung ist ein Problem für die Stadt. Das Wasser ist stark belastet und kann nur gefiltert als Trinkwasser verwendet werden, der Grundwasserspiegel fällt seit einigen Jahren bedenklich.

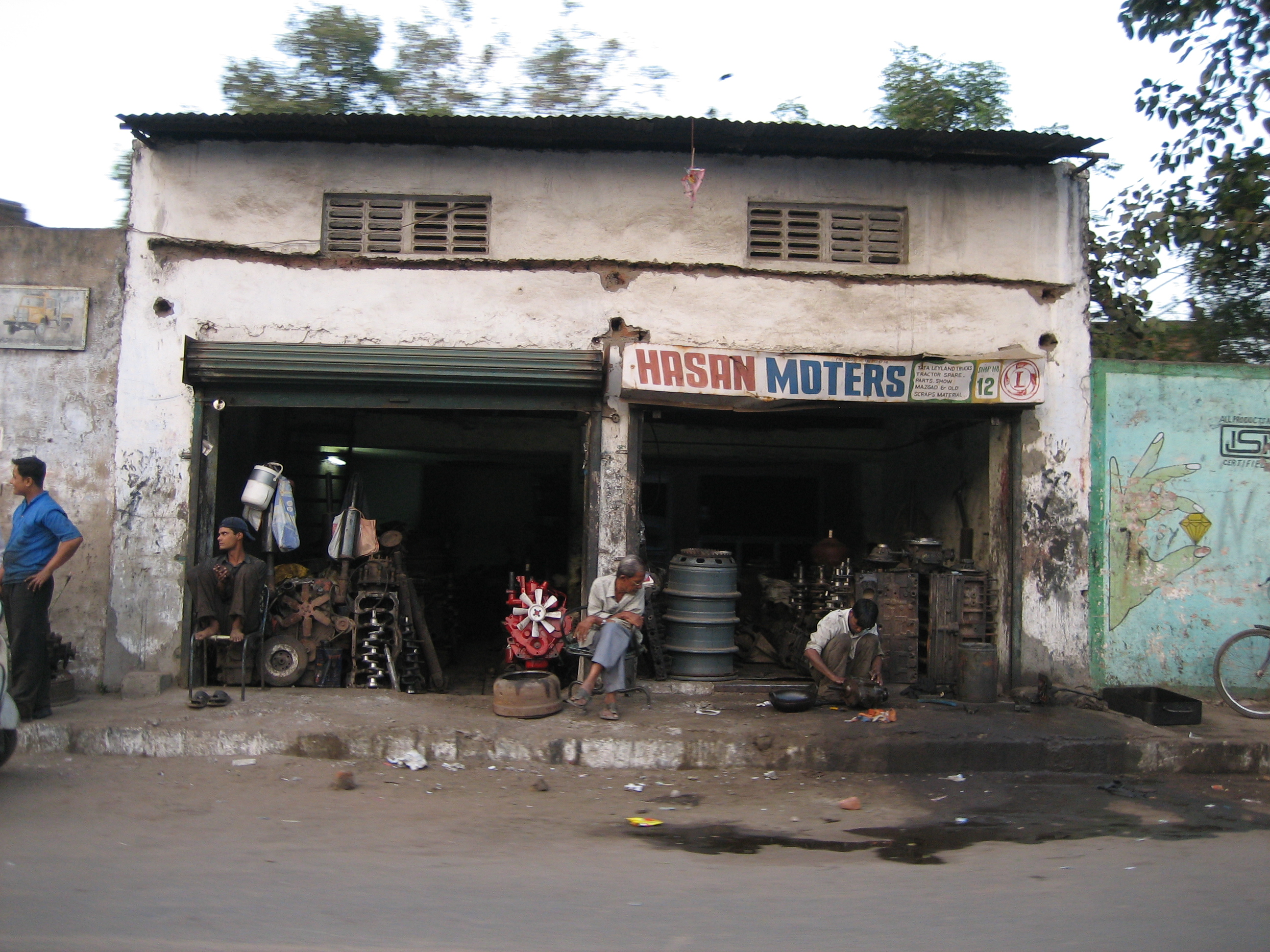
Umweltverschmutzung durch Fette, Öle und Reinigungsmittel

Die Wasserversorgung der Stadt ist nicht nachhaltig gesichert, so dass der Stadt ohne ein gutes Konzept für das Wassermanagement in einigen Jahren das Wasser ausgehen könnte.
Umweltverschmutzung ist ein weiteres Problem der Stadt. Zurzeit produzieren die Bürger etwa 600 Gramm Müll pro Person und Tag, ein Müllentsorgungs- oder Recyclingsystem existiert nicht, die Luftverschmutzung erreicht kritische Werte und lag teilweise über dem Dreifachen des Grenzwertes für Staubpartikel.

## Wirtschaft

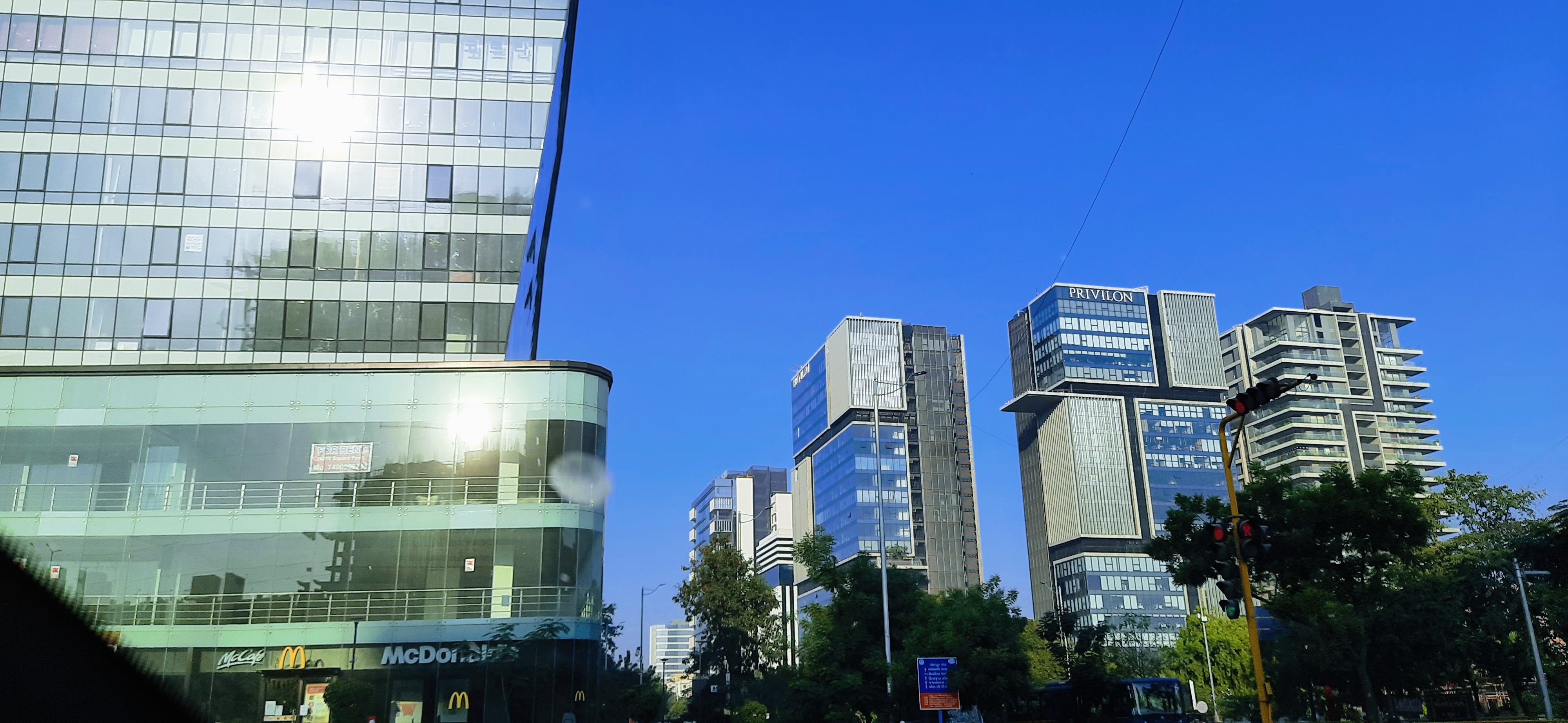
Moderne Gebäude

Das Bruttoinlandsprodukt von Ahmedabad wurde 2014 auf 64 Milliarden internationale US-Dollar geschätzt. Im 19. Jahrhundert erhielt die Textil- und Bekleidungsindustrie starke Kapitalinvestitionen. Am 30. Mai 1861 gründete Ranchhodlal Chhotalal die erste indische Textilfabrik, die Ahmedabad Spinning and Weaving Company Limited. Es folgte die Gründung einer Reihe von Textilfabriken wie Calico Mills, Bagicha Mills und Arvind Mills. Bis 1905 gab es in der Stadt etwa 33 Textilfabriken. Die Textilindustrie erlebte während des Ersten Weltkriegs ein rasantes Wachstum und profitierte vom Einfluss der Swadeshi-Bewegung Mahatma Gandhis, die den Kauf von in Indien hergestellten Waren förderte. Ahmedabad war aufgrund seiner Textilindustrie im Vereinigten Königreich während der Kolonialzeit als „Manchester des Ostens“ bekannt. Die Stadt ist der größte Denimlieferant und einer der größten Exporteure von Edelsteinen und Schmuck in Indien. Auch die Automobilindustrie ist für die Stadt wichtig; Nach dem Nano-Projekt von Tata haben Ford, Suzuki und Peugeot in der Nähe von Ahmedabad Motoren- und/oder Fahrzeugfabriken errichtet.
Die Ahmedabad Stock Exchange im Stadtteil Ambavadi war Indiens zweitälteste Börse. Sie wurde 2018 geschlossen. Zwei der größten Pharmaunternehmen Indiens – Zydus Cadila und Torrent Pharmaceuticals – haben ihren Sitz in der Stadt. Die Nirma-Industriegruppe, die Waschmittel- und Chemieindustriebetriebe betreibt, hat ihren Firmensitz in der Stadt. Die Stadt beherbergt den Firmensitz der Adani Group, einem multinationalen Handels- und Infrastrukturentwicklungsunternehmen. Das Sardar-Sarovar-Projekt mit Dämmen und Kanälen hat die Versorgung der Stadt mit Trinkwasser und Strom verbessert. Die Informationstechnologiebranche hat sich in Ahmedabad erheblich weiterentwickelt, und Unternehmen wie Tata Consultancy Services eröffnen Büros in der Stadt. Eine NASSCOM-Umfrage aus dem Jahr 2002 zu den „Super Nine Indian Destinations“ für IT-gestützte Dienstleistungen stufte Ahmedabad auf Platz fünf der neun wettbewerbsfähigsten Städte des Landes ein. Die Bildungs- und Industrieeinrichtungen der Stadt haben Studenten und junge Fachkräfte aus dem übrigen Indien angezogen. Ahmedabad beherbergt weitere große indische Unternehmen wie Cadila Healthcare, Rasna, Wagh Bakri, Nirma, Cadila Pharmaceuticals und Intas Biopharmaceuticals. Ahmedabad ist nach Mumbai das zweitgrößte Baumwolltextilzentrum Indiens und das größte in Gujarat. In und um Ahmedabad sind viele Baumwollproduktionsbetriebe tätig. Textilien sind nach wie vor eine der wichtigsten Industrien der Stadt. Die Gujarat Industrial Development Corporation hat Grundstücke in Sanand Taluka in Ahmedabad erworben, um drei neue Industriegebiete zu errichten.

## Bildung
Ahmedabad hatte 2001 eine Alphabetisierungsrate von 79,89 %, die 2011 auf 89,62 % anstieg. Im Jahr 2011 betrug die Alphabetisierungsrate bei Männern und Frauen 93,96 bzw. 84,81 %.
Schulen in Ahmedabad werden entweder öffentlich von der AMC oder privat von Körperschaften, Stiftungen und Unternehmen betrieben. Die meisten Schulen sind dem Gujarat Secondary and Higher Secondary Education Board angeschlossen, einige sind jedoch dem Central Board for Secondary Education, dem Council for the Indian School Certificate Examinations, dem International Baccalaureate und dem National Institute of Open School angeschlossen.
Die Stadt ist Sitz verschiedener Hochschulen. Neben der Gujarat University und der Gujarat Vidyapith befindet sich hier eine der besten Wirtschaftshochschulen Asiens, das Indian Institute of Management Ahmedabad.

## Sport
Das Narendra Modi Stadium (auch Motera Stadium) im Stadtteil Motera ist mit 110.000 Plätzen das größte Test-Cricket-Stadion der Welt. Seit Februar 2021 trägt es den Namen des Premierministers Narendra Modi. In der Stadt bestreitet die Indische Cricket-Nationalmannschaft regelmäßig Heimspiele gegen andere Nationalmannschaften. Im Motera Stadium fanden unter anderem Spiele bei den Cricket World Cups 1987, 1996, 2011 und 2023 sowie der ICC Champions Trophy 2006 statt.

## Sonstiges

### Sehenswürdigkeiten

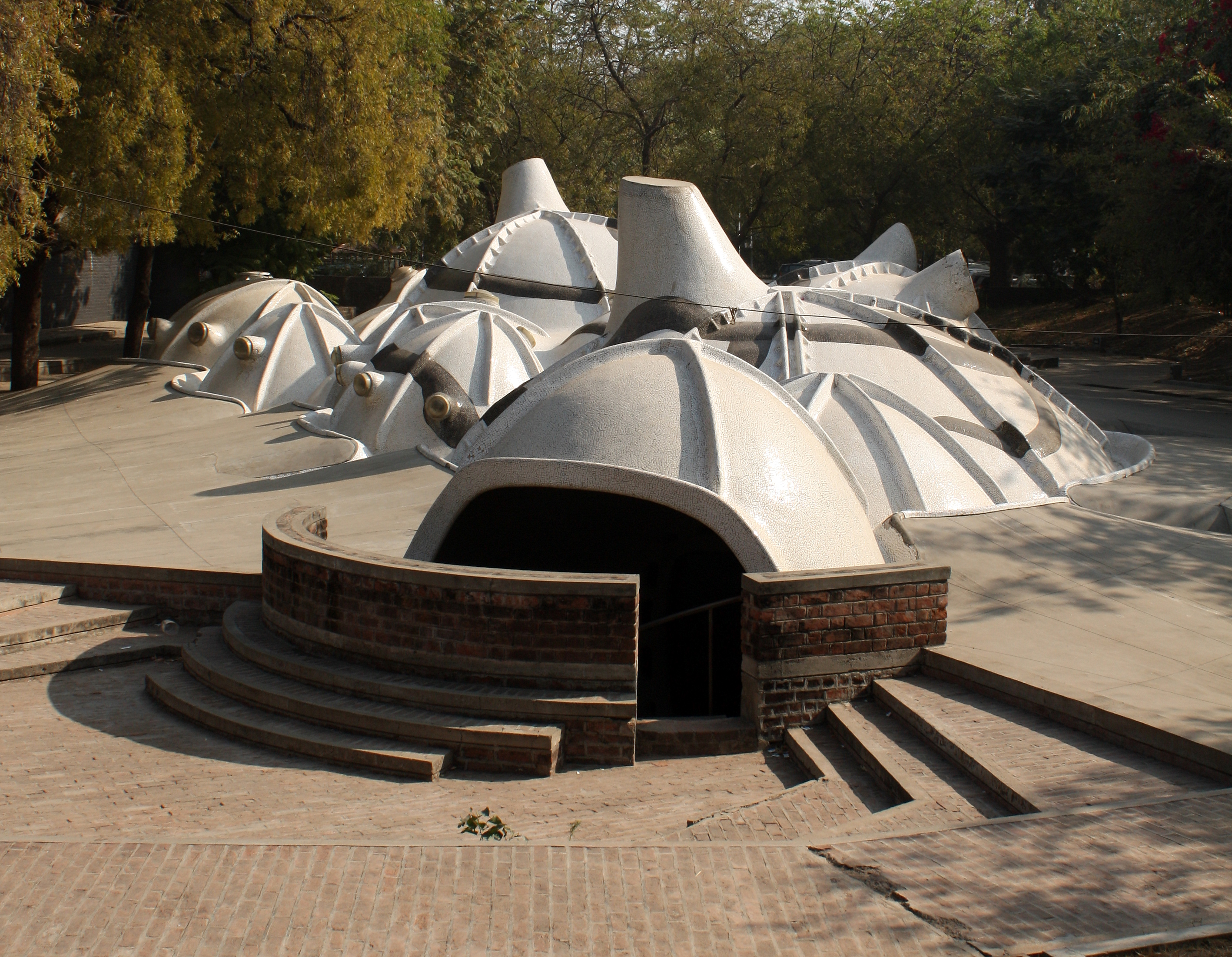
Amdavad ni Gufa, unterirdische Kunstgalerie des Architekten Balkrishna Vithaldas Doshi (Foto 2012)

- Sidi-Saiyyed-Moschee, erbaut 1572/3 von Sidi Saiyyed
- Magen-Abraham-Synagoge, erbaut 1933/34 (Kulturdenkmal)
- Mill Owner’s Association, erbaut 1954 vom schweizerisch-französischen Architekten Le Corbusier
- Villa Sarabhai, erbaut 1951–55 von Le Corbusier
- Villa Shodan, erbaut 1956 von Le Corbusier
- Sanskar Kendra Museum, erbaut 1957 von Le Corbusier
- Gandhi Ashram Memorial Museum, erbaut 1958–63 von Architekt Charles Correa
- National Institute of Design, entworfen und erbaut 1961 von Gautam und Gira Sarabhai, sowie Charles und Ray Eames
- CEPT University Architekturfakultät, erbaut 1968 von Pritzker-Preisträger Architekt Balkrishna V. Doshi
- Indian Institute of Management Ahmedabad, 28 Hektar großer Universitätskomplex mit Laboren, Bibliothek, Unterkunftsblöcke und Einrichtungen für Freizeitaktivitäten, erbaut 1962–74 vom US-amerikanischen Architekten Louis I. Kahn
- Amdavad ni Gufa ist eine unterirdische Kunstgalerie, entworfen vom Architekten Balkrishna V. Doshi, um Kunstwerke des Künstlers Maqbul Fida Husain auszustellen.
- Sangath, erbaut 1981 von Balkrishna V. Doshi, ist das Architekturbüro seines eigenen Büros und der von ihm gegründeten Stiftung Vastu-Shilpa-Foundation
- Law Garden

2017 wurde die Altstadt von Ahmedabad zum UNESCO-Weltkulturerbe erklärt.

### Alkoholverbot
In Ahmedabad sowie für den gesamten Bundesstaat Gujarat besteht seit 1961 ein Verbot von alkoholischen Genussmitteln. Die Prohibition wurde bei der Gründung des Bundesstaates Gujarat eingeführt, als Reminiszenz an den berühmtesten Sohn des Staates, Mahatma Gandhi, der ein entschiedener Gegner des Alkoholkonsums war. Ausländer haben die Möglichkeit, bei Ankunft am internationalen Flughafen im Duty-free-Bereich eine Touristen-Alkohollizenz zu erstehen.

### Saptak-Musikfestival
1980 gründeten Ravi Shankar und Kishor Maharaj dort eines der bedeutendsten Festivals klassischer indischer Musik, das jährlich im Januar stattfindet.

### Smart City: GIFT City
Seit 2007 wird in Ahmedabad ein von der Regierung von Gujarat durch ein Joint-Venture-Unternehmen mit East China Architectural Design & Research Institute (ECADI), das für die Planung eines Großteils des modernen Shanghai verantwortlich ist, ein Geschäftsviertel entwickelt und gebaut: Gujarat International Finance Tec-City (GIFT City). Es ist Indiens erste operative Smart City und internationales Finanzdienstleistungszentrum.

## Persönlichkeiten

### Söhne und Töchter der Stadt
- Mahmud Begada (1445–1511), Sultan von Gujarat
- Violet Alva (1908–1969), Politikerin und Rechtsanwältin
- Vikram Sarabhai (1919–1971), Physiker
- Ela Bhatt (1933–2022), Gründerin der Gewerkschaft SEWA
- Stanislaus Fernandes (* 1939), römisch-katholischer Erzbischof von Gandhinagar (2002–2015)
- Godfrey de Rozario (* 1946), Bischof von Baroda
- Sujata Bhatt (* 1956), Dichterin und Übersetzerin
- Gautam Adani (* 1962), Geschäftsmann, Gründer und Vorsitzender der Adani Group
- Bhupendra Patel (* 1962), Politiker
- Parthiv Patel (* 1985), Cricketspieler
- Jasprit Bumrah (* 1993), Cricketspieler
- Janki Bodiwala (* 1995), Schauspielerin
- Zeel Desai (* 1999), Tennisspielerin
- Ankita Raina (* 1993), Tennisspielerin

### Persönlichkeiten mit Bezug zur Stadt
- Balkrishna Vithaldas Doshi (1927–2023), Architekt, Hochschullehrer und Pritzker-Preis–Träger
- Geet Sethi (* 1961), Billardspieler und Weltmeister; aufgewachsen in Ahmedabad

## Schwesterstädte
- Columbus, Ohio, seit 2008